# حیران (همدان)
حیران (همدان)، روستایی از توابع بخش مرکزی شهرستان همدان در استان همدان ایران است.

## جمعیت
این روستا در دهستان گنبد قرار دارد و براساس سرشماری مرکز آمار ایران در سال ۱۳۹۵، جمعیت آن ۴۴۸ نفر (۱۴۰خانوار) بوده‌است.